# Oplakávání Krista z Plzně
Oplakávání Krista z Plzně (kolem 1415) je polychromovaná reliéfní dřevořezba připisovaná dílně Mistra Týnské Kalvárie. Jde o nejstarší dochované dílo s námětem mnohafigurového Oplakávání v českých zemích. Oplakávání pochází z bývalého kostela Všech svatých v Plzni a je vystaveno v Muzeu církevního umění Plzeňské diecéze.

## Popis a zařazení
Reliéf z lipového dřeva 87 × 80 cm, s částečně zachovanou původní polychromií, inv. č. 5087 (Krajské muzeum inv. č. 798). Restaurovali M. Holanová (1952), V. Stádník (1987) a A. Třeštíková (1989, Národní galerie).
Kompozičně a typologicky souvisí reliéf s italskými, porýnskými a frankovlámskými pracemi z počátku 15. století. Některé postavy reliéfu jsou příbuzné jiným dílům Mistra Týnské Kalvárie – sv. Jan Evangelista typem obličeje, tvář jedné z ženských postav připomíná Pannu Marii z Všeměřické piety. Gestem zdvižených rukou připomíná sv. Jan sochy Bolestných Kristů z radních síní. Do okruhu děl Mistra Týnské Kalvárie se reliéf řadí také charakterem polychromie a řezbářského provedení (podobné motivy drapérií), ale chybí virtuózní propracování detailů nebo plastické znázornění Kristovy krve a slz žen. 
Deset figur je stísněno na malé obdélné ploše a převaha vertikálního členění brání rytmickému prokomponování plochy. Plošná kompozice vychází pravděpodobně z malby (Oplakávání z Vyšebrodského cyklu), kde je rovněž ideový střed s postavou Panny Marie posunut k levé straně. Uspořádání reliéfu, který patrně tvořil součást většího oltářního celku, je aditivní a neusiluje o prostorovou hloubku ani formu výpravného dějového obrazu, jaký je znám např. z Ukřižování Mistra Rajhradského oltáře nebo staršího Oplakávání v Maulbronnu (1394), které pochází z jihoněmecké dílny a podobně jako Mistr Týnské Kalvárie rovněž navazuje na dřevořezby z dílny Petra Parléře.
Samotný námět Oplakávání Krista nemá žádnou oporu v Bibli a je odvozen až z pozdější náboženské literatury (apokryfní Evangelium Nikodémovo, veršované pašijové hodinky) nebo souvisí se středověkým uváděním tzv. pašijových her. Základem kompozice plzeňského Oplakávání je Pieta italizujícího typu s protáhlou horizontálou Kristova těla, kterou provázejí asistenční postavy: Maří Magdalena a další dvě Marie z příbuzenstva, Jan Evangelista, Nikodém, Josef Arimatejský. Zde další neidentifikovaná postava z Nikodémova evangelia a také setník. 
Albert Kutal posoudil celkové provedení reliéfu jako poněkud povrchní a nepovažoval za pravděpodobné, že by ho vytvořil sám Mistr Týnské Kalvárie. Dílo označil za pozdní práci z okruhu dílny tohoto řezbáře a nevyloučil, že kolem roku 1420 působila dílna přímo v Plzni, kde na ni později navázal Mistr Ukřižování ze sv. Bartoloměje. Podobná Oplakávání jsou známa i ze Slezska, kde nějaký čas působil Mistr Týnské Kalvárie nebo dílna jeho následovníků. Tento reliéf byl východiskem pro mnohá mladší díla, z nichž některá se pravděpodobně jako importy dostala do polského Hnězdna a na území Pomořanska (Oplakávání v Góscieszynie, Oplakávání z Weinsdorfu – nyní v Kaliningradu). Historikové umění soudí, že mohla existovat předloha reliéfu vytvořená samotným mistrem, která byla v průběhu staletí ztracena nebo zničena.

### Vystaveno
- 1957 L ´art ancien en Tchécoslovaquie, Paris
- stálá expozice – Muzeum církevního umění Plzeňské diecéze

### Galerie

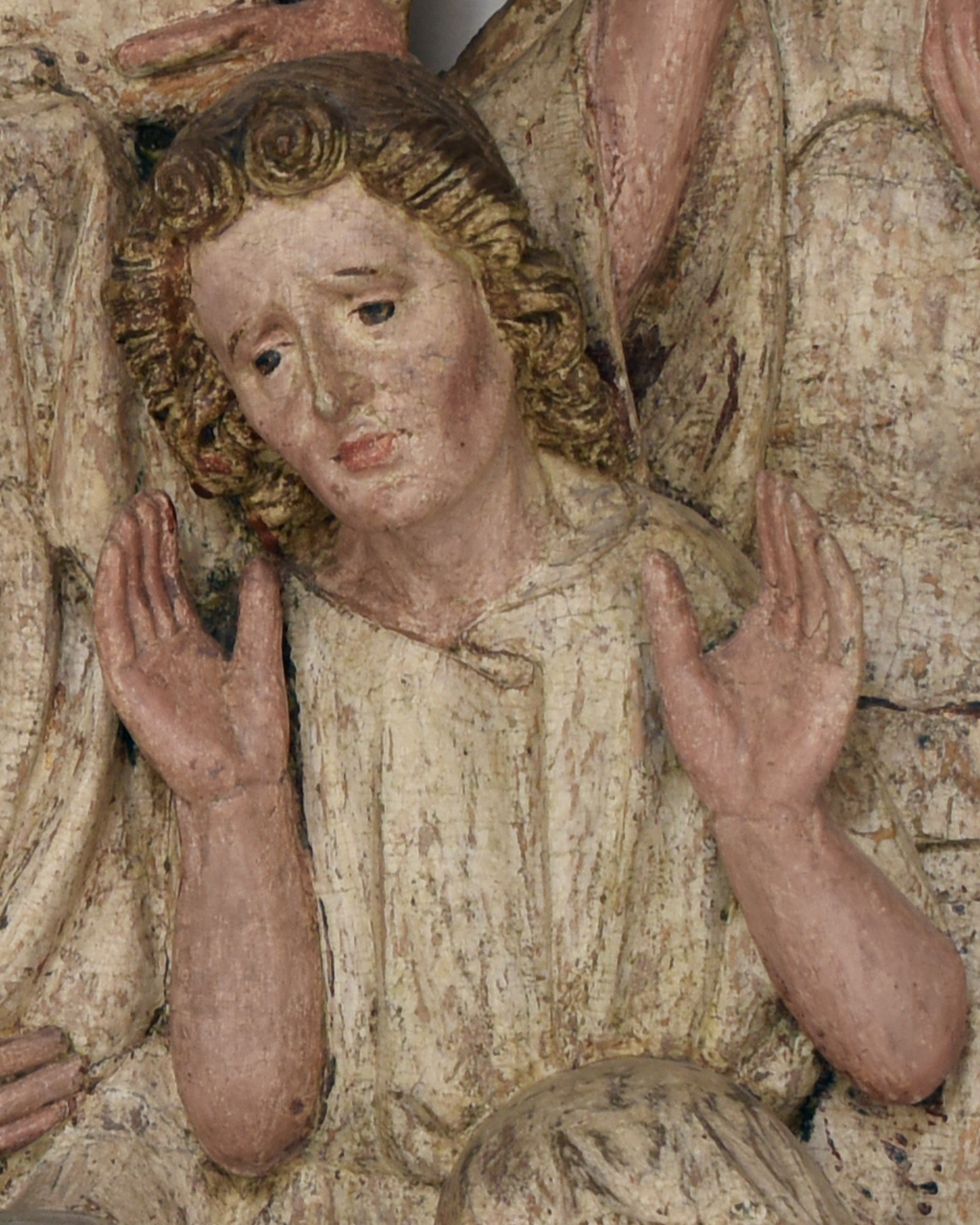
Oplakávání Krista z Plzně, detail sv. Jana Evangelisty
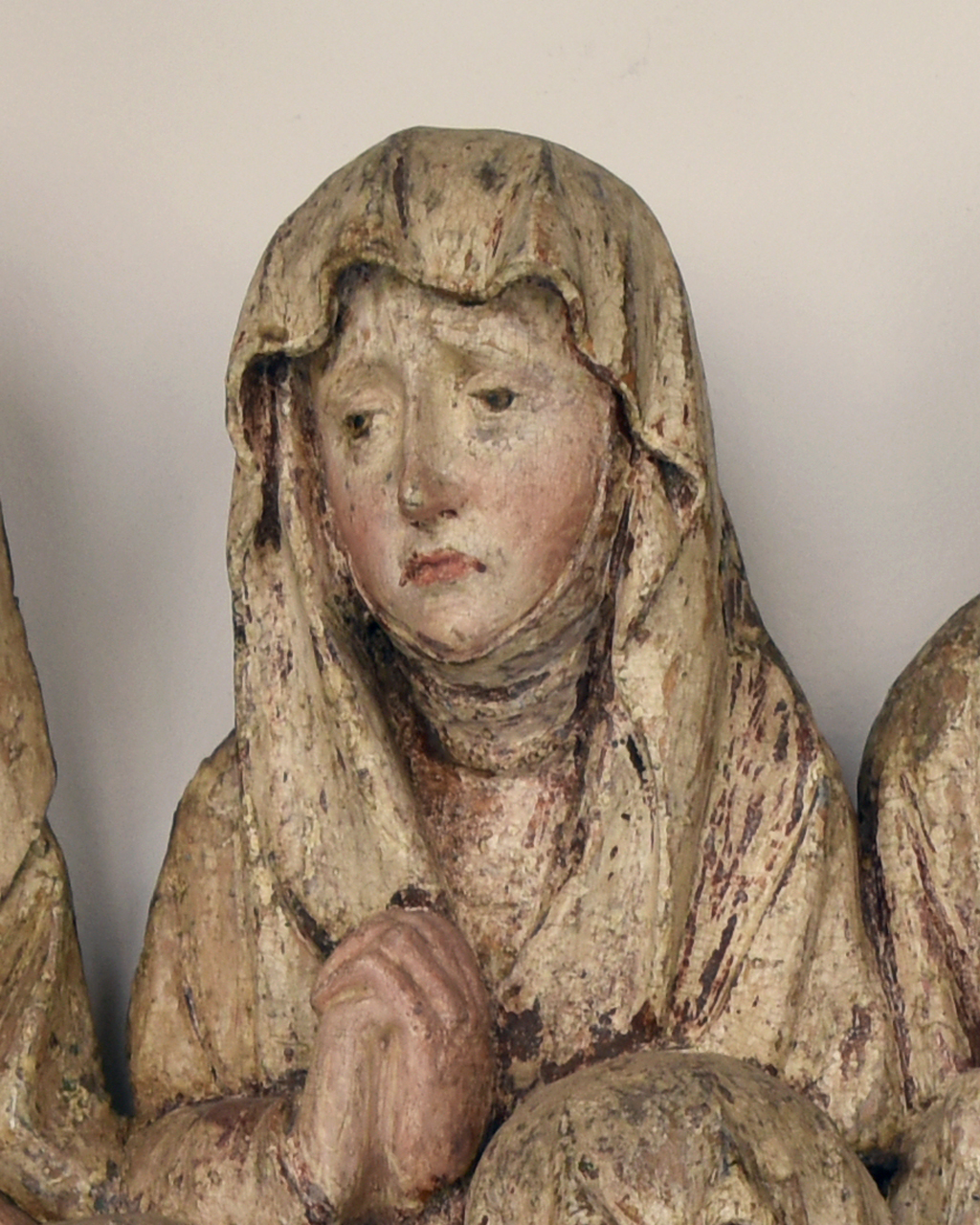
Oplakávání Krista z Plzně, detail ženské postavy
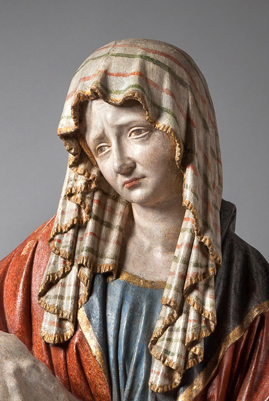
Pieta z Všeměřic, detail hlavy Panny Marie
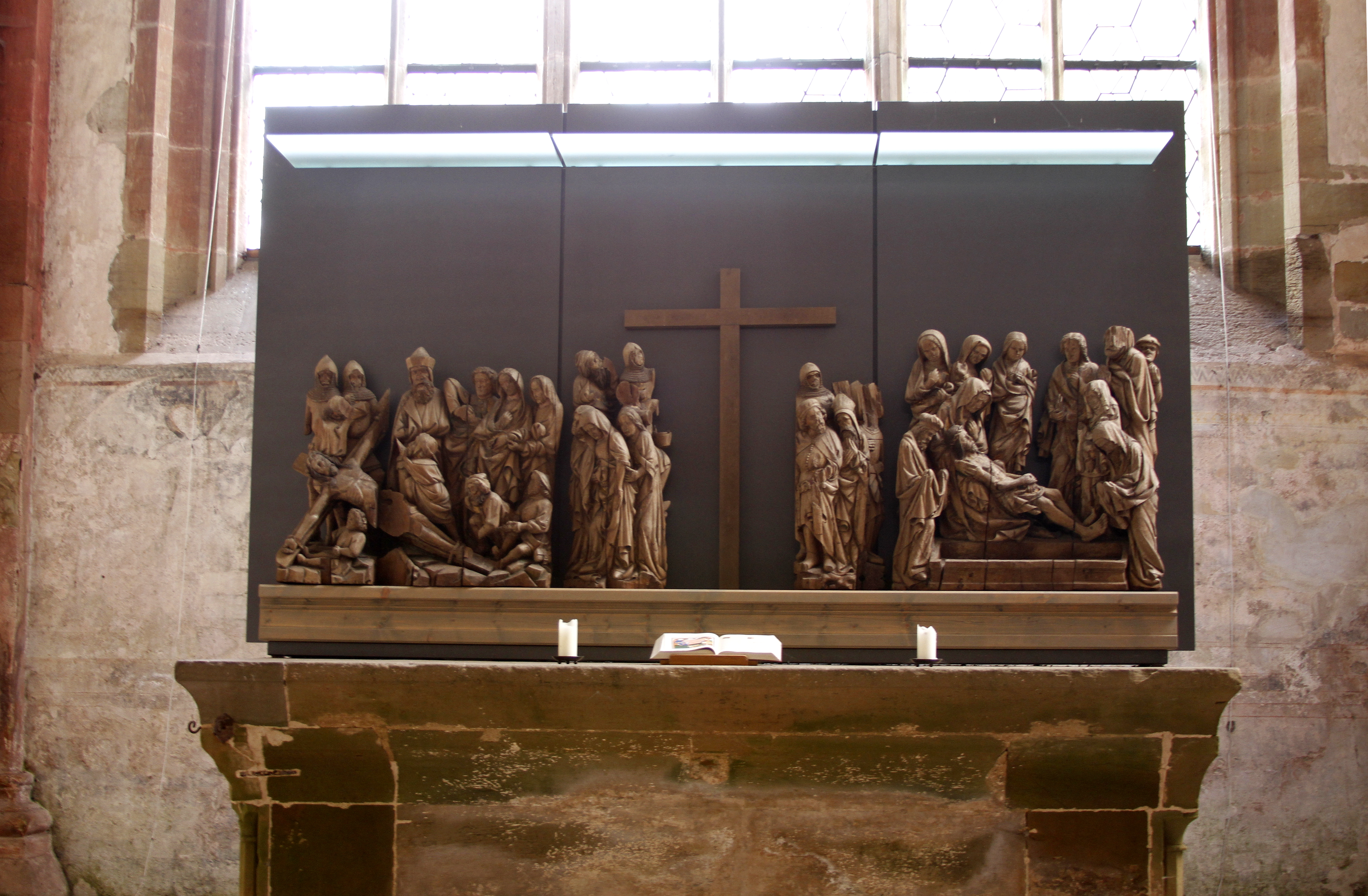
Hlavní oltář s Oplakáváním (1394), klášter Maulbronn

### Jiná díla z okruhu Mistra Týnské Kalvárie
- Oplakávání Krista z Národního muzea (před 1420), Národní muzeum v Praze[8]
- Oplakávání Krista z Týnského chrámu (1420–1430), Muzeum hlavního města Prahy
- Oplakávání Krista ze Sobotky (po 1430), Muzeum hlavního města Prahy